# تروت
تروت (کره‌ای: 트로트; لاتین‌نویسی اصلاح‌شده: Teuroteu; انگلیسی: Trot) یک ژانر از موسیقی عامه‌پسند کره است که به خاطر استفاده از ریتم تکراری و آواز آهنگین شناخته می‌شود. ژانر تروت در دوران استعمار ژاپن بر کره در نیمهٔ اول قرن بیستم به وجود آمد و تحت تأثیر بسیاری از ژانرهای موسیقی کره‌ای، ژاپنی، آمریکایی و اروپایی قرار گرفت. تروت حدوداً از ۱۰۰ سال پیش وجود دارد و سبک متمایز آوازخوانی آن دائماً در حال تکامل بوده‌است.